# André Korff
André Korff (Erfurt, 4 juni 1973) is een Duits voormalig wielrenner. Hij werd professional in 1998. Hij stopte eind 2008 met wielrennen en werd vanaf 2012 bondscoach van de Duitse vrouwenploeg.

## Belangrijkste overwinningen
1998
- 4e etappe A GP Wilhelm Tell

2004
- 5e etappe Ronde van Rijnland-Palts

## Resultaten in voornaamste wedstrijden
| Jaar | Ronde van Italië | Ronde van Frankrijk | Ronde van Spanje |
| ---- | ---------------- | ------------------- | ---------------- |
| 1998 |                  |                     |                  |
| 1999 |                  |                     |                  |
| 2001 |                  |                     |                  |
| 2002 | 115e             |                     |                  |
| 2003 |                  |                     |                  |
| 2005 | 113e             |                     | 115e             |
| 2006 | buiten tijd      |                     | opgave           |
| 2007 |                  |                     | 141e             |

| Jaar | Milaan-San Remo | Gent-Wevelgem | Parijs-Roubaix | Parijs-Tours |
| ---- | --------------- | ------------- | -------------- | ------------ |
| 1998 |                 | 61e           |                | 9e           |
| 1999 | 110e            |               |                | 39e          |
| 2001 |                 |               |                | 137e         |
| 2002 | 140e            |               |                | 88e          |
| 2003 | 111e            |               | 45e            |              |
| 2005 |                 |               |                | 81e          |
| 2006 |                 |               | 100e           |              |
| 2007 |                 |               |                |              |